# Kanton Quingey
Quingey is een voormalig kanton van het Franse departement Doubs. Het kanton maakte deel uit van het arrondissement Besançon. Het werd opgeheven bij decreet van 25 februari 2014 met uitwerking op 22 maart 2015.

## Gemeenten
Het kanton Quingey omvatte de volgende gemeenten:
- Arc-et-Senans
- Bartherans
- Brères
- Buffard
- By
- Cademène
- Cessey
- Charnay
- Châtillon-sur-Lison
- Chay
- Chenecey-Buillon
- Chouzelot
- Courcelles
- Cussey-sur-Lison
- Échay
- Épeugney
- Fourg
- Goux-sous-Landet
- Lavans-Quingey
- Liesle
- Lombard
- Mesmay
- Montfort
- Montrond-le-Château
- Myon
- Palantine
- Paroy
- Pessans
- Pointvillers
- Quingey (hoofdplaats)
- Rennes-sur-Loue
- Ronchaux
- Rouhe
- Rurey
- Samson

Vanaf 2015 is het grotendeels opgenomen in het Kanton Saint-Vit.